# Taartschep

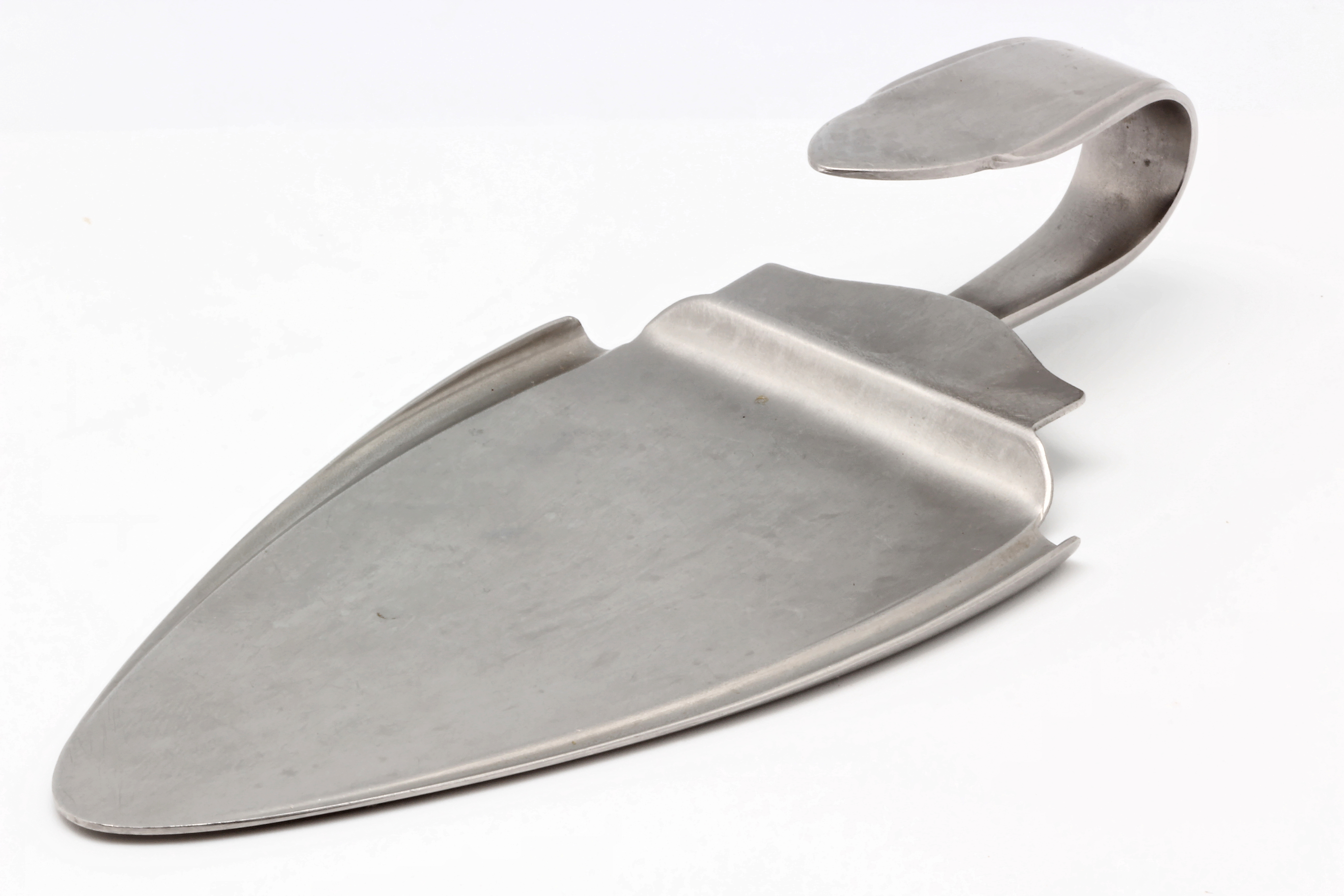
Een taartschep.

Een taartschep is een van metaal of edelmetaal vervaardigd stuk keukengerei, dat gebruikt wordt om een taartpunt te serveren. De taartschep wordt zowel in de keuken zelf, als ook bij het opdienen en uitserveren van de taart gebruikt. Daarom is het materiaal vaak edel van aard en bevat het een met ornamenten versierde vormgeving. Een taartschep was meestal onderdeel van een samengesteld uitgebreid couvert en bevatte dan ook in dezelfde stijl uitgevoerde gebaksvorkjes. In de horeca en banketbakkerijen worden speciale edelstalen taartscheppen gebruikt.
Voor edelsmeden in vroegere tijden was het ontwerpen en uitvoeren van zilveren taartscheppen vaak voorzien van filigrein-uitgesneden bloemmotieven; een opdracht die werd verkregen van gegoede families. In Schoonhoven zijn vele edelsmeden sinds honderden jaren bezig geweest met het ontwerpen van taartscheppen. Aangezien de meeste taarten rond van vorm zijn en in punten worden uitgeserveerd, loopt een taartschep meestal toe in een punt.